# Uszty-Kut
Uszty-Kut (oroszul: Усть-Кут) város Kelet-Szibériában, Oroszország Irkutszki területén, az Uszty-kuti járás székhelye.
Lakossága: 45 375 fő (a 2010. évi népszámláláskor).

## Fekvése
Az orosz usztyje jelentése: 'torkolat'; a Kuta folyónév (кута) jelentése evenki nyelven: 'mocsaras, süppedős hely'.
Az Irkutszki terület központi részén, Irkutszk területi székhelytől légvonalban 510 km-re a Léna–Angara-fennsík északi részén, a Kuta (a Léna mellékfolyója) torkolatánál helyezkedik el. Vasútállomás a Bajkál–Amur-vasútvonal nyugati szakaszán. Itt vezet át a Lénán az egyetlen vasúti híd (1975-ben adták át). Folyami kikötő, átrakodóhely, jelentős szállítási csomópont a folyam hajózható szakasza és a kelet-szibériai vasúti fővonalak találkozásánál.
Környékén fenyőerdőkkel borított, 550–750 m magas dombok emelkednek. Maga a város tszf. 295 m, területe 56 km². A város nyugat–keleti irányban (egyenes vonalban) kb. 28 km hosszan, a folyók mentén kb. 34 km hosszan nyújtózik el, szélessége 1–3 km. Legnagyobb része a két folyó bal partjára épült. A túlsó parti két városrészhez (mikrorajonhoz) közúti híd vezet át.
Távolságok:
- Uszty-Kut–Bratszk–Tulun–Irkutszk országúton – 973 km
- Uszty-Kut–Irkutszk légvonalban – 510 km
- A legközelebbi város (nyugat felé) Zseleznogorszk-Ilimszkij – 107 km
- A legközelebbi Léna-parti város (északra, a folyón lefelé) Kirenszk – 174 km

### Éghajlata
Éghajlata szélsőségesen kontinentális. A levegő évi középhőmérséklete: –3,7 °C. A januári középhőmérséklet –25 °C, a júliusi 17 °C. A csapadék mennyisége éves átlagban 350 mm. A fagymentes időszak átlagosan 97 napig tart. Sok éves átlagban az első fagyos nap szeptember 9., az utolsó június 3.

## Története
Az Ilim partjáról érkezett kozákok alapították 1631-ben, amikor a Kuta torkolatánál kisebb erődöt építettek. Az évtized végén a közelben sófőző telepeket nyitottak. Ezek alapján később sófőzőüzem alakult, mely több mint 300 évig működött (kisebb megszakításokkal).
Az erődített település hamar elvesztette katonai jelentőségét, de kedvező fekvése és kikötője révén a Felső-Léna vidékéről az északi Jakutföldre irányuló kereskedelem fontos állomása lett. Több felfedező expedíció itt töltötte fel készleteit (többek között sóval) és innen indult a távoli észak felé. Később kialakult a folyami hajók javítása, építése. A 19. század második felében megjelent a gőzhajózás a Lénán, 1885-től menetrendszerű hajójáratok is közlekedtek.
1925-ben a település az akkor alakított Uszty-kuti járás székhelye lett. A Kuta jobb partján feltörő gyógyforrásra 1928-ban szanatórium épült, mely azóta is működik. Mindezek ellenére a 20. század közepéig Uszty-Kut falu maradt, túlnyomórészt paraszti lakossággal.

### 1945 után
A fordulópont a második világháború utáni években következett be, amikor elkezdődött a vasút és Oszetrovóban a nagy folyami kikötő építése.
Uszty-Kut volt a végpontja a transzszibériai vasútvonal Tajset állomásától kelet felé, Bratszkon át a Lénáig épített több mint 700 km hosszú vasútvonalnak. (Ezt a vonalat ma gyakran nyugati BAM-ként vagy egyszerűen a BAM részeként említik.) A vonalat 1946 és 1951 között fektették le, elkészülte alapfeltétel volt a bratszki nagy építkezés megkezdéséhez. Ezekben az években már folyt a lénai folyami kikötő építése is. Az építkezéseken a Gulag kényszermunkásai dolgoztak. A Bratszk–Uszty-Kut szakaszt az Angarlag elítéltjei építették, melynek központja Zajarszkban volt. (A mai Bratszkhoz közeli település helye a víztározó feltöltésekor víz alá került). Bár a Tajsettől Uszty-Kutig tartó több mint 700 km-es vonal 1951-re készült el, hivatalos átadása csak 1958-ban történt meg.
A település 1954-ben kapott városi rangot, amikor az addigi Uszty-Kut és Oszetrovo településeket egyesítették. A város történetének második nagy fordulata a BAM (további?) megépítése volt. A vasútvonal építése Uszty-Kutban 1974-ben kezdődött, 1975-ben elkészült a Lénán átívelő vasúti híd. A párt ifjúsági szervezete, a Komszomol által meghirdetett felhívásra fiatalok ezrei, gépek, anyagok érkeztek Uszty-Kutba és indultak tovább az építkezés helyszíneire.

## Gazdaság, közlekedés
A város gazdasági életében különösen fontos a folyami és a vasúti szállítás.
A Lénán a rendszeres hajózás Uszty-Kutnál kezdődik és évente kb. négy hónapig tart. A folyam hajózható szakasza és a kelet-szibériai vasúti fővonalak találkozásánál nagyon fontos átrakodóhely alakult ki. A folyóról elnevezett Léna központi vasútállomáson (pályaudvaron?) kívül további személy- és teherforgalmi állomások (Uszty-Kut, Jakurim, Léna-Keleti), valamint a kikötő (Oszetrovo) egységeihez közvetlenül kapcsolódó átrakodóállomások is vannak (Léna-Perevalka, Portovaja, Jakurim-Perevalka; az orosz perevalka jelentése: 'átrakás, átrakodás').
Oszetrovo a Léna egyetlen olyan kikötője, amelyhez vasútvonal kapcsolódik, ezért „Észak kapuja”-ként emlegetik. Egyik legfontosabb funkciója az Irkutszki terület és Jakutföld északi vidékeinek ellátása. A 2000-es évek elején csődeljárás alatt állt, később eredményesen működött. Rendszeres hajójárat közlekedik Zsigalovo (a folyón fölfelé) és Alekszejevszk, Lenszk (torkolati irányban) településekre. A hajózási idény kb. 125–170 napig tart.
A körzet települései felé kiépített úthálózat fejletlen, a gépkocsiforgalom korlátozott. Országút vezet a nyugatra fekvő Bratszkba, amely csatlakozik a Tulunon át Irkutszkba vezető „Bajkál” M-53 jelű főúthoz. (Ezt az utat 2007-ben a föderáció tulajdonába adták át, hogy majd része legyen a Jakutföld felé építendő „Viljuj” autóútnak.) A BAM-mal párhuzamosan, délkelet felé is vezet országút (Zvjozdnijig, formailag Szeverobajkalszkig), de minősége miatt ennek forgalma elhanyagolható. A jeges talajon, illetve folyókon át kialakított ideiglenes téli utakon (zimnyik) elérhetők az Irkutszki terület északi kistelepülései is. A tranzitforgalom kiiktatására a város mellett elkerülőút épült. A belső személyszállítást autóbuszjáratok biztosítják.
A várostól 10 km-re északra van a repülőtér. A szovjet időszakban élénk forgalmat bonyolított le, később kritikus időszakot élt át. Napjainkban csak Irkutszkba van rendszeres repülőjárat, és helikopterek biztosítják a távoli földgáz- és olajlelőhelyekre az élelmiszer-, anyag- és munkaerő utánpótlást. Felújítását és bővítését régóta tervezik.